# Oedmoerts
Het Oedmoerts (удмурт кыл, udmurt kyl) of Wotjaaks is een Finoegrische taal, die gesproken wordt door de Oedmoerten, de oorspronkelijke bewoners (±550.000) van de Russische republiek Oedmoertië, in het westelijke Oeralgebied, waar het Oedmoerts (naast het Russisch) een officiële taal is. In 1989 had ongeveer 77% van de Oedmoerten het Oedmoerts als moedertaal. In Kazachstan wonen ongeveer 15.000 mensen met het Oedmoerts als moedertaal.
Het Oedmoerts is een agglutinerende taal met flexie. De taal heeft 15 naamvallen, en heeft geen grammaticale geslachten. De taal is taalkundig nauw verwant aan het Zurjeens en het Komi-Permjaaks.
In de 18e eeuw kreeg het Oedmoerts een alfabet, gebaseerd op het Cyrillische:
А/а, Б/б, В/в, Г/г, Д/д, Е/е, Ё/ё, Ж/ж, Ӝ/ӝ, З/з, Ӟ/ӟ, И/и, Ӥ/ӥ, Й/й, К/к, Л/л, М/м, Н/н, О/о, Ӧ/ӧ, П/п, Р/р, С/с, Т/т, У/у, Ф/ф, Х/х, Ц/ц, Ч/ч, Ӵ/ӵ, Ш/ш, Щ/щ, Ъ/ъ, Ы/ы, Ь/ь, Э/э, Ю/ю, Я/я.
De Ӝ/ӝ, Ӟ/ӟ, Ӥ/ӥ, Ӧ/ӧ en Ӵ/ӵ (met een umlaut) zijn eigen aan het Oedmoerts.
In 2012 stuurde Rusland Boeranovskije Baboesjki naar het Songfestival: zes oma's in traditionele klederdracht die deels in het Russisch, deels in het Oedmoerts zongen. Ze werden tweede in de finale.
In 2019 stak een Oedmoertse demonstrant zichzelf in brand in Izjevsk om te protesteren tegen een wetsvoorstel dat verplicht onderwijs in minderheidstalen wil afschaffen. Onder meer door dit wetsvoorstel wordt gevreesd dat het voortbestaan van het Oedmoerts wordt bedreigd. De demonstrant, Albert Razin, bezweek aan zijn verwondingen.